# 샤먼어
샤먼어(중국어 정체자: 廈門話, 간체자: 厦门话, 백화자: Ē-bn̂g-ōe, 민핀: Ê-bbńg-wê, IPA(민난어): [e˨˩ bŋ̍˨˨ ue˨˨], 한어 병음: Xiàménhuà)는 중국 남부의 샤먼시를 중심으로 하는 중국어의 한 방언이다. 민난어의 한 종류이다. 샤먼의 민난어 발음을 따서 아모이어(Amoy-)라고도 한다.

## 음운

### 성모
|        |            | 양순음 | 치경음 | 치경구개음 | 연구개음 | 성문음 |
| ------ | ---------- | ------ | ------ | ---------- | -------- | ------ |
| 비음   | 비음       | m      | n      |            | ŋ        |        |
| 파열음 | 안울림소리 | p      | t      |            | k        |        |
| 파열음 | 울림소리   | b      |        |            | ɡ        |        |
| 파열음 | 거센소리   | pʰ     | tʰ     |            | kʰ       |        |
| 파찰음 | 안울림소리 |        | ts     | tɕ         |          |        |
| 파찰음 | 울림소리   |        | dz     | dʑ         |          |        |
| 파찰음 | 거센소리   |        | tsʰ    | tɕʰ        |          |        |
| 마찰음 | 마찰음     |        | s      | ɕ          |          | h      |
| 유음   | 유음       |        | l      |            |          |        |

### 운모
백화자를 기준으로 기술한다.
- p, t, k는 음절말에서 불파음(p̚, t̚ , k̚)이다.
- m과 ng(/ŋ/)는 성절 자음(m̩, ŋ̍)이 될 수 있다.
- 단모음으로는 a, ɔ, i, e, o, u가 있다.
- 비모음으로는 ã, ɔ̃, ẽ, ĩ가 있다.
- 이중모음으로는 ai, au, ia, io, iu, ua, ui가 있다.
- 삼중모음으로는 iau와 uai가 있다.

## 같이 보기
- 민난어